# ناحية مركز المالكية
ناحية مركز المالكية إحدى نواحي سوريا تتبع إداريّاً لمحافظة الحسكة منطقة المالكية ومركزها مدينة المالكية، بلغ تعداد سكان الناحية 112,000 نسمة حسب التعداد السكاني لعام 2004. أحدثت ناحية المعبدة في عام 2008 بفصلها عن ناحية مركز المالكية.

## التوزع العرقي للسكان
نسبة الأكراد في ناحية المالكية هي ثاني أعلى نسبة في محافظة الحسكة، بعد ناحية عامودا، حيث قدرت دراسة مسحية ميدانية نسبة الأكراد في الناحية ككل ب72,4% من عدد السكان بما يعادل 80 ألف نسمة حسب تعداد 2004.

## القرى التابعة للناحية

### أ
- أبو قير
- الأحمدية
- الاسماعيلية

### ب
- باب الهوا

### ت
- تل الأحمر
- تل الأصفر
- تل الأمراء
- تل الذهب
- تل الشمس
- تل الصدق
- تل الصدق الجديدة
- تل الهوى
- التونسية

### ج
- الجسر

### ح
- حب الهوا
- الحسانية
- حطين
- الحكمية
- حناوية
- حيفا

### خ
- خان الجبل
- خربة عدنان
- خربة عبيد
- خربة عمر

### د
- دير دجلة
- دير ياسين

### ر
- الرابية
- الرحيبة
- الرشيدية
- رغدان
- الريحانية

### ز
- الزهراء
- زهيرية

### س
- السفح
- سويدية شرقية
- سويدية غربية

### ش
- الشامية
- شرم الشيخ
- الشمسية

### ص
- الصحية
- الصحية الجديدة

### ع
- عالية
- عكا
- عين الخضراء
- عين الخضراء الجديدة
- عين الطويل
- عين بازوق
- عين ديوار
- عين قرد
- عين الورد

### غ
- غزة

### ق
- قصر الذيب
- قضاء رجب
- القيصرية

### ك
- كاسان
- الكاظمية
- كربلاء
- الكهف الأسود
- الكنانة

### م
- المرج الأخضر
- مزرعة الجاموس
- مزرعة دياب
- مزرعة الشاطئ
- مزرعة مسلم
- مزرعة يالا
- مزيريب
- ملا مرز كبير
- الممدوحة
- المنصورة

### هـ
- الهامة

### ي
- يافا
- الينبوع